# Dugopolje
Dugopolje falu és község Horvátországban Split-Dalmácia megyében.

## Fekvése
Splittől légvonalban 15, közúton 20 km-re északkeletre, Sinjtől 19 km-re délre a dalmát Zagora területén, a Zágrábot Splittel összekötő 1-es számú főúttól keletre fekszik. A Tengermelléktől a Mosor-hegység választja el, melynek az északi, kifejezetten karsztos területén, egy a hegység alatti, hosszan elnyúló mezőn található. Innen ered a neve is, mely hosszú mezőt jelent. Maga a település a mező északi oldalán egy hosszan elnyúló, kissé kiemelkedő részén terül el. Déli határát a Mosor-hegység hegycsúcsai, az 1044 méteres Debelo brdo, az 1053 méteres  Plišivac, az 1262 méteres Ljubljan és az 1339 méteres Ljuti kamen uralják. Alattuk számos hegyi akol található, melyek Dugopolje településrészeiről vannak elnevezve. A község teljes területe 63,51 km2, melyből maga Dugopolje 37,45 km2-t tesz ki.

## A község települései
Közigazgatásilag Dugopoljén kívül Koprivno, Kotlenice és Liska települések tartoznak hozzá.

## Története
A régészeti leletek tanúsága szerint a község területén ősidők óta élnek emberek. Az első leletek a Trišnjevac-hegy lábánál fekvő Vučkovići településrészről az újkőkorból az i. e. 4600 és 3300 közötti időszakból származnak. A vaskorból, az i .e. 800 körüli időből  származó leletek alapján ekkor már a dalmátok éltek ezen a területen. I. e. 156-ban Közép-Dalmáciát elfoglalta a Római Birodalom és ezzel biztosította az összeköttetést a stratégiai fontosságú ércekben, különösen vasércben és ezüstben gazdag mai boszniai és hercegovinai területek felé. A terület végleges pacifikációja azonban az utolsó dalmát felkelés leveréséig 9-ig tartott, mely után a térség végleg betagozódott a római közigazgatásba.
A Dugopolje mező Dalmácia közepén, az ősi Salonától mindössze tíz kilométerre, a part menti első hegyláncok túloldalán fekszik. A római korban itt a Kapela nevű településrésznél ágazott el a Salonából a kontinens belseje Aequum, valamint a Pons Tiluri, majd tovább Naroni felé haladó fontos kereskedelmi és hadiút. Az egykori elágazás közelében meg is találták ennek az útnak a maradványait és a távolságot jelző két mérföldkövet. Valamivel délebbre még egy elágazás volt, mely északi irányba Tiluriába, a VII. legio ottani táborába vezetett. A Dugopoljén talált leletek közül az egyik legjelentősebb Lucia Signia szarkofágtöredéke, mely kétségtelenül salonai műhelyből, a 2. század végéből, vagy a 3. század elejéről származik és a plébániatemplom közeléből került elő. A kapelai római útelágazás közelében a Crkvina nevű helyen 1981-ben római földalatti sírkamra maradványai kerültek elő feliratos sírkövekkel. A sír jellegzetességei alapján nem lehet régebbi 4. századnál és az ókeresztény korszakban amint arra a hely horvát neve is utal valószínűleg templomnak is használhatták. A közelben illír erődített település is állt, melyet lakói egy idő után elhagytak és az út mellett új település hoztak létre. A horvátok ősei a 7. században érkeztek a mai Dél-Lengyelország területére eső ősi szállásterületükről új hazájukba. Letelepedésük központja a Zrmanja és a Cetina folyók közére esett, így a mai Dugopolje ennek a keleti részén helyezkedett el.
Az első horvát állam tizenegy zsupánságából Dugopolje a Klisszai zsupánság területére esett. A 11. század végén Dalmáciával együtt Dugopolje is a magyar királyok uralma alá került. A 12. században kezdődött a több évszázados harc Split városa a Klissza horvát urai között a térség birtoklásáért. 1185-ben a püspöki szinódus létrehozta a klisszai plébániát, melynek Dugopolje és környéke is a része lett. 1217-ben szentföldi hadjárata során erre vonult át II. András magyar király kereszteseivel Split irányában. 1242-ben a muhi vereség után erre menekült IV. Béla magyar király Klissza várába, melyet a tatárok nem tudtak elfoglalni. Dugopoljét 1283-ban említik először írásban, amikor egy klisszai Ivan nevű nemes földet vásárol itt, faluként pedig 1397-ben szerepel először írásos dokumentumban. Dugopolje 1348-ig maradt a Šubićok kezén, majd Tvrtko bosnyák király rövid uralma után a Nepilićek szerezték meg és birtokolták 1434-ig. 1463-ban a török elfoglalta Boszniát, ezután egyre gyakoribbak lettek a török betörések a térségbe. Klissza várának közelsége ellenére a török 1522 és 1528 között megszállta a Dugopoljei mezőt és saját alattvalóit telepítette be ide. A török adóösszeírásban már feltűnik néhány ma is itt élő horvát család neve is.
1537-ben a török elfoglalta Klissza várát és a következő 111 évre Dugopolje és környéke a Klisszai szandzsák része lett. Amikor 1596-ban az uszkókok átmenetileg felszabadították Klisszát soraikban a dugopoljeiek és a kotlenicaiak különösen bátran harcoltak. Az 1645 és 1669 között dúlt kandiai háború sok szenvedést és veszteséget okozott az itteni lakosságnak. Amikor Leonardo Foscolo velencei hadvezér 1648-ban felszabadította Klisszát az új határt a dugopoljei útnál a Markezina greda mögött húzták meg, majd onnan az Ozrinra tért vissza. A török uralom idején muzulmán és pravoszláv lakosság települt a területére. Erről Nikola Bijanković misszionárius atya írt, amikor 1681-ben ide érkezett és a mintegy száz pravoszláv keresztény mellett körülbelül ugyanannyi törököt talált a településen.
A török Bécs alatti 1683-as vereségétől 1699-ig tartottak a felszabadító harcok, ezek során 1684-ben szabadult fel a település, majd 1687-ben Zeno velencei lovaskapitány és a ferences atyák vezetésével a török uralom alatt maradt boszniai Rámából a térségbe jelentős számú új lakosság (mintegy ötezer ember) érkezett. Cosmi érsek rövidesen megalapította a dugopoljei plébániát, melyhez akkor még a mai kotlenicei plébánia területe is hozzá tartozott. 1709-ben Cupilli spliti érsek látogatást tett az egyházi fennhatósága alá visszatért Dugopoljén és a környező településeken. Ekkor Dugopoljén 70 házban 530 lelket számláltak. 1754-ben már 140 ház állt a településen 1754 lakossal. A velencei uralomnak 1797-ben vége szakadt és osztrák csapatok vonultak be a Dalmáciába. 1806-ban az osztrákokat legyőző franciák uralma alá került, de Napóleon lipcsei veresége után 1813-ban újra az osztrákoké lett. 1857-ben 1366, 1910-ben 2127 lakosa volt. 1918-ban az új szerb-horvát-szlovén állam, majd később Jugoszlávia része lett. A második világháború idején a Független Horvát Állam része lett. 1991 óta a független Horvátországhoz tartozik. 2011-ben a településnek 2993, a hozzá tartozó településekkel együtt 3469 lakosa volt.

## Lakosság
| Lakosság változása | Lakosság változása | Lakosság változása | Lakosság változása | Lakosság változása | Lakosság változása | Lakosság változása | Lakosság változása | Lakosság változása | Lakosság változása | Lakosság változása | Lakosság változása | Lakosság változása | Lakosság változása | Lakosság változása | Lakosság változása |
| ------------------ | ------------------ | ------------------ | ------------------ | ------------------ | ------------------ | ------------------ | ------------------ | ------------------ | ------------------ | ------------------ | ------------------ | ------------------ | ------------------ | ------------------ | ------------------ |
| 1857               | 1869               | 1880               | 1890               | 1900               | 1910               | 1921               | 1931               | 1948               | 1953               | 1961               | 1971               | 1981               | 1991               | 2001               | 2011               |
| 1.366              | 1.445              | 1.596              | 1.688              | 1.889              | 2.127              | 2.122              | 2.427              | 2.322              | 2.378              | 2.596              | 2.665              | 2.610              | 2.600              | 2.674              | 2.993              |

## Nevezetességei
- Mihály arkangyal tiszteletére szentelt római katolikus plébániatemploma 1938-ban épült a régi plébániatemplom közelében Emilio Ceciliani építész tervei szerint. Az építés 1935-ben kezdődött és 1938-ban fejeződött be. A templom fehér faragott kőből épített, latin kereszt alaprajzú háromhajós épület, hosszúsága 35, szélessége 19, magassága 15 méter. Homlokzatán átrium található nagy diadalívvel és két 33 méter magas, kőpiramisban végződő harangtoronnyal, melyek 1958-ban épültek. A déli tornyon a toronysisak alatt óra látható. A templomhajókat oszlopsor választja el egymástól. A padozat fehér kőlapokból áll, az oltár kőből készült márvány oszlopokkal, az elülső oldalon három márvány oszlop tartja a menzát. 1970-ben az oltár elé új, szembemiséző oltárt építettek. A szentély előtt kétoldalt Jézus szíve és Szűz Mária, míg a hajó oszlopainál Szent Mihály és Szent Jeromos szobrai láthatók.
- A régi Szent Mihály plébániatemplom a temetőben található. A helyén állt a település első temploma, melynek építési ideje nem ismert, de minden bizonnyal a középkorban építették. A 16. század második felében készített térképeken ezt a helyet „S. Michel”, illetve „S. Michiel” névvel jelölik. Ebből a szakemberek arra következtetnek, hogy a templomnak ekkor már állnia kellett. Első említése mindazonáltal csak a 17. század végén történt. A középkori templomot valószínűleg lerombolta a török. A török veszély elmúltával a templomot a 17. század végén, vagy a 18. század elején újjáépítették, majd a 18. század második felében 1768-ban bővítették. Mai formáját a 19. század elején történt átépítést követően kapta. Az új plébániatemplom építését követően az épületet elhagyták, a II. világháború után a hajó feletti tetőzet is beszakadt. 1997-ben a hívek összefogásával és különböző adományokból teljesen felújították. Ekkor régészeti feltárás is történt, melynek során megállapították, hogy az eredeti épületet többször bővítették.
- A település természeti látványossága a Mosor-hegység középső részének északi lábánál található Vranjača-barlang. A Splitből Dugopoljén át vezető úton a Kotlenicához tartozó Punde településrésznél kell letérni, majd egy háromszáz méter hosszú makadámút vezet a barlang bejáratához. A barlang bejárati része már ősidők óta ismert a helyiek körében, míg a második részt a terület egykori tulajdonosa Stipe Punda fedezte fel miután egy sebesült galambért áthatolt egy szűk átjárón. 1900-ban a zárai PTD Liburnija barlangkutató szakosztálya folytatta feltárását, az első tudományos cikket pedig a bécsi dr. Fritz Kerner geológus írta róla. Természeti szépségeinek ismertetéséért publikációival különösen sokat tett Umberto Girometta professzor. Ő állapította meg az itt talált használati tárgyak és csonttöredékek alapján, hogy a barlang már az őskorban is lakott volt. A turisták számára látogathatóvá a Splitben 1925-ben megalapított HPD Mosor hegymászó egyesület tagjai tették. A II. világháború után főként hegymászók és kisebb kiránduló csoportok látogatták. 1963-ban védetté nyilvánították, 1970-ben villanyvilágítást kapott. A cseppkövekben gazdagságát tekintve ez az egyik legszebb, a turisták számára is látogatható barlang Dalmáciában.
- A település nyugati szélén, 480 m magasságban található Šutanj erődjének régészeti lelőhelye. Az erőd stratégiailag rendkívül fontos helyen állt, ahonnan keletről ellenőrizhette a Klisszai kapu (Kliški vrat) felé vezető utat. A vaskorban az erődben valószínűleg az illír delmati törzs lakott, és e hely lakottságának folytonossága a késő ókorig folytatódott, amit régészeti anyagok is megerősítenek. Frane Bulić atya úgy vélte, hogy a Šutanj erődje nem más, mint az ókori forrásokban többször említett Setovia megerősített dalmát települése, amely alatt a dalmát háborúk során Octavianus, a későbbi Augustus római császár megsebesült.[5]

## Gazdaság
Dugopoljén található az ország egyik legnagyobb vállalkozói övezete. A Dugopoje-Podi vállalkozói zóna közvetlenül az A1-es autópálya mellett helyezkedik el és ma már több dolgozót foglalkoztat, mint a község teljes lakossága. Az üzleti objektumokat és a fejlesztési lehetőségeket számba véve Dugopolje egyike az ország legfejlettebb községeinek.

## Oktatás
A település első népiskoláját 1850-ben nyitották meg, első tanítója a helyi Mijo Rogošic Matin volt, aki 1864 őszéig látta el feladatát. Ettől az évtől maradtak fenn az iskolai évkönyvek és a tanfelügyelői feljegyzések, azonban két év után a plébános és a község közötti nézeteltérések miatt megszűnt a helyi oktatás és harminc éven át a település iskola nélkül volt. 1898-ban új plébános, a helyi születésű Božo Macanović került a faluba, aki kieszközölte a spliti érseknél, hogy az egyház adjon földet és gyűjtsön pénzt új iskola építésére. Miután minden akadályt leküzdöttek Čipčići településrészen elkezdődhetett az új iskola építése, ahol végül 1907-ben megkezdődhetett a rendes tanítás.

## Kultúra
A település kulturális és művészeti egyesületét a KUD Pletert 1999. május 28-án alapították, bár tulajdonképpeni munkáját már 1998-ban elkezdte. Az alapítók célja a helyi kultúra, a hagyományok, népszokások, népviselet megőrzése és ápolása. Az egyesületnek ma mintegy 100 tagja van. Szakosztályai: népzenei és folklórcsoport, gyermek folklórcsoport, „Kraljica Jelena” női énekkar, „Murtela” női kar, mandolin-tambura együttes. Az egyesület tevékenysége széles körű, koncertek, népzenei előadások, promóciós kiadványok, kiállítások stb. Az egyesület 2005 óta tagja a CIOFF horvát tagozatának, 2007 óta pedig a megyei kulturális és művészeti szövetségnek.

## Sport
Az NK Dugopolje labdarúgóklubot 1952-ben alapították.